# السعادات (أولاد علي)
السعادات هو دُوَّار يقع بجماعة أقرمود، إقليم الصويرة، جهة مراكش آسفي في المملكة المغربية. ينتمي الدوّار لمشيخة أولاد علي التي تضم 5 دواوير. يقدر عدد سكانه بـ 1194 نسمة حسب الإحصاء الرسمي للسكان والسكنى لسنة 2004.

## روابط خارجية
- البوابة الوطنية للجماعات الترابية
- المندوبية السامية للتخطيط